# Pickpockets: Maestros del robo
Pickpockets: Maestros del robo es una película colombiana del año 2018, dirigida por el cineasta británico Peter Webber (La joven de la perla, Hannibal: El origen del mal), estrenada en la edición número 58 del Festival Internacional de Cine de Cartagena y el 12 abril en salas de cine. Es una obra de ficción que cuenta con una cinematografía universal y que en sus protagonistas mezcla actores primerizos (como Emiliano Pernía, que protagoniza a Fresh) en ascenso (como Dubán Prado) y con trayectoria (como Marcela Mar, Carlos Bardem y Natalia Reyes).

## Sinopsis
Fresh es un joven bogotano que, junto a su fiel amigo Doggy, pasa sus días recorriendo el centro de Bogotá robando billeteras. La película inicia con la rutina de los dos: manosean bolsillos, hurgan maletines y huyen de los policías. Luego de horas de "trabajo", guardan las ganancias del día en el maletero de un carro viejo y oxidado. Ahí depositan la plata menudeada, cédulas, tarjetas de crédito y llaveros. La cámara retrata sus aventuras, sus risas cómplices y la adicción a la adrenalina típica de dos jóvenes de 18 años que no quieren ser malas personas, pero que se obsesionaron con el reto que supone robar sin ser descubiertos.  
Pronto conocen a Chucho, un guardia de seguridad madrileño que se esconde de un pasado turbio en Bogotá. Él está dispuesto a enseñarles cómo ser carteristas de manera efectiva, sin correr tanto riesgo. A la par aparece Juana, una grafitera que pasa sus días en la calle como ellos, pero que realmente no necesita hacerlo, pues proviene de una familia adinerada de la ciudad. La historia se narra como si Bogotá fuera otro personaje: sus avenidas, la estación de Transmilenio Las Aguas, los murales que inundan la ciudad de arte callejero, los grandes edificios, las rumbas en alguna cantina o una discoteca cualquiera, las peleas de gallos en las afueras de la ciudad y el crimen organizado que retratan la caótica vida en la ciudad.

## Reparto
- Carlos Bardem[4]
- Carlos Humberto Camacho
- Ulises Gonzáles
- Marcela Mar
- Matthew Moreno
- Julio Pachón
- Emiliano Pernía
- Dubán Andrés Prado
- Carlos kaju quintero
- Natalia Reyes
- Noëlle Schonwald
- Sigifredo Vega
- David Velásquez

## Producción
En la cinta, el director presenta una narración lineal con principio, nudo y desenlace apta para el público en general que apuesta por un thriller hollywoodense y un entretenimiento light. Hay una potencia importante en las tomas y en la banda sonora, ya que la película cuenta con una banda sonora conformada por ritmos como el fandango, la champeta y el hip-hop que ambientan las escenas y hacen que, aunque el director sea extranjero, la producción sea completamente colombiana.
La Película, además, apuesta por narrar desde la ficción una historia que se aparta de temas comunes en la cartelera comercial del cine colombiano como lo son el Narcotráfico, la guerra o la típica comedia nacional. Comenta Webber:

“Había querido hacer esta película durante mucho tiempo, pero con el éxito de La joven de la perla mi carrera se fue en una dirección diferente. Por eso para mí fue muy refrescante hacer este filme. La historia es muy universal: es un cuento sobre la llegada a la adultez, es el relato de un joven que intenta encontrar su camino en el mundo, teniendo que elegir entre el bien y el mal”.

El director también cuenta que para hacer Pickpockets se inspiró en películas como Los 400 golpes de Truffaut y otros de los exponentes más importantes de la Nueva Ola del cine francés. Sus personajes están hechos en ese molde: Más allá de ser ladrones niños, maleantes por gusto o rateros en formación, representan la jovialidad. Son personas que, aunque están pasando por una transición hacia la adultez, conservan el espíritu joven y el deseo de libertad para afrontar la vida.
Por no lograr que los espectadores acepten por completo el pacto ficcional, Pickpockets no es una gran película. Pero es una obra que el director dedicó a Bogotá. Webber, que lleva más de una década viniendo al país, se califica a sí mismo como un gran enamorado de Colombia:

"Esta cinta es como una canción de amor de mi parte para la ciudad. La forma en que el denso entorno urbano está justo al lado de las montañas es fascinante y se ve increíble. Por supuesto, la ciudad puede ser frustrante con el tráfico y la contaminación, pero tiene una belleza dura y es un personaje propio de la película”

La película se estrenó en salas de cine el 12 abril, y una semana después, el 19 de abril, se lanzó a través de la plataforma Netflix.